# Shō Kamimura
Shō Kamimura (japanisch 神村 奨 Kamimura Shō; * 29. März 1989 in Sagamihara) ist ein japanischer Fußballspieler.

## Karriere
Kamimura erlernte das Fußballspielen in der Universitätsmannschaft der Senshū-Universität. Seinen ersten Vertrag unterschrieb er 2011 bei Mito HollyHock. Der Verein spielte in der zweithöchsten Liga des Landes, der J2 League. Für den Verein absolvierte er sechs Ligaspiele. Danach spielte er bei Albirex Niigata (Singapur), Shillong Lajong FC und FC Machida Zelvia.